# Rheintaler (Medaille)

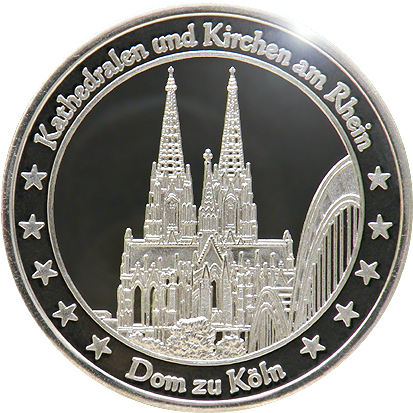
Kölner Dom

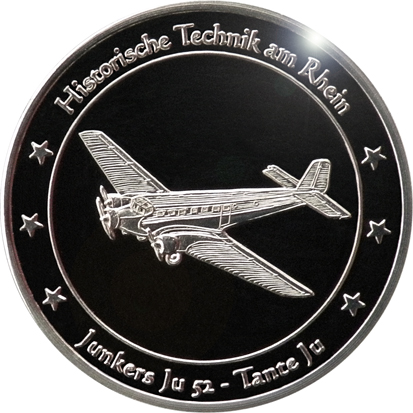
Junkers Ju 52

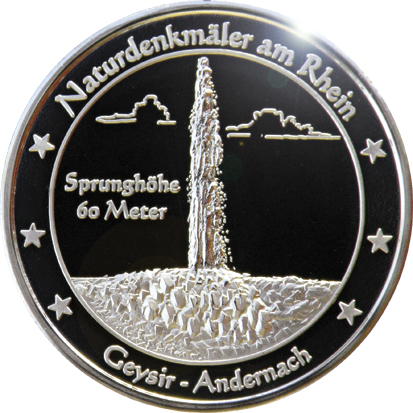
Kaltwassergeysir Andernach

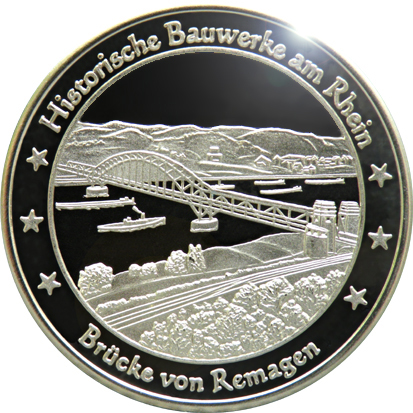
Brücke von Remagen

Der Rheintaler ist eine Medaille (kein Zahlungsmittel), die man käuflich erwerben kann und hinter der eine Marketingstrategie steht. Herausgeber ist der im Oktober 2004 gegründete Rheintal e. V. in Bad Honnef. Die ersten zwei Rheintaler erschienen im Dezember 2004 und hatten als Motiv das Schloss Drachenburg und das Rheinhotel Dreesen.

## Hintergrund
Unter dem Begriff „Rheintaler“ hat sich eine größere Zahl von am Rhein ansässigen Unternehmen aus gehobener Gastronomie, Hotellerie, Kultur und Tourismus zu einem Netzwerk zusammengeschlossen. Es ist ein Marketing- und Kulturnetzwerk, das die Rheinregionen und insbesondere die Sehenswürdigkeiten am Rhein bekannter machen soll. Alle im Netzwerk verbundenen Leistungsträger akzeptieren die Rheintaler-Medaillen und geben den Besitzern der Taler Mehrwerte bzw. kostenlose Mehrleistungen gegen Vorlage des Talers. Der Rheintaler selbst muss dafür nicht abgegeben werden. Es ist auch gleichgültig, welches Talermotiv eingesetzt wird, da jeder Partner jedes Motiv akzeptiert. Er ist darüber hinaus vollständig übertragbar und zeitlich unbegrenzt einsetzbar. Zwischen Duisburg und Speyer gibt es mittlerweile über 170 Akzeptanz- und Ausgabestellen.

## Medaille
Die Rheintaler-Medaillen sind aus Neusilber geprägt, sie haben einen Durchmesser von 35 mm und ein Gewicht von 20 Gramm. Es gibt sie mit über 50 verschiedenen Motiven auf der Vorderseite, die alle eine Verbindung zu der Rheinregion haben, wie Burgen, Denkmäler, Schlösser, historische Ereignisse, technische Denkmale und auch berühmte Rheinländer, wie Konrad Adenauer, Ludwig van Beethoven oder Adolph Kolping. Die Rückseite zeigt das Logo der Vereinigung und den Text: „1320 km von der Quelle bis zur Mündung“. Außerdem sechs Sterne für die Länder, die der Rhein durchfließt.
Das Netzwerk hat eine Ausdehnung von rund 400 Rheinkilometern, zwischen Duisburg und Speyer.

## Auszug aus der Liste der Akzeptanzstellen
- Stiftung Bundeskanzler-Adenauer-Haus, Rhöndorf bei Bonn
- Beethoven-Haus, Bonn
- Bergbahnen im Siebengebirge AG, Königswinter
- Bingen-Rüdesheimer Fähr- u. Schiffahrts e.G., Bingen
- Bonner Personenschiffahrt e.G., Bonn
- Burgmuseum Marksburg, Braubach
- Deutsches Sport & Olympia Museum, Köln
- Garten der Schmetterlinge, Sayn
- Gutenberg-Museum, Mainz
- Köln-Düsseldorfer Deutsche Rheinschifffahrt AG
- Koblenz Touristik
- Max-Ernst-Museum, Brühl
- Schloss Engers, Neuwied
- Stiftung Kloster Eberbach
- Wallraf-Richartz-Museum & Fondation Corboud, Köln
- Zoologischer Garten Köln AG, Köln
- Ehrenmal des Infanterie-Regiments Nr. 29, Rheinbrohl

## Sonstiges
Neben dem Rheintaler gibt es auch den Ahrtaler und den Eifeltaler, welche ebenfalls Motive aus der jeweiligen Region zeigen.

## Quelle
- Broschüre über Rhein – und Ahrtaler, Herausgeber: Rheintal e.V.